# 法国西印度公司
法国西印度公司是一家法国贸易史上特许公司。

## 历史
创建于1664年，由當時的財政大臣柯爾貝爾主導建立，总部位于法国城市勒阿弗尔。是法國重商主義（又稱「柯爾貝爾主義」）的政策一環。特许状授予该公司加拿大，阿卡迪亚，安的列斯群岛，開雲，及南美洲亚马逊河和奥里诺科河之间陆地的所有权和领主权。该公司享有在这些地方，以及塞内加尔和几内亚四十年的经商的专有特权，之需要支付一半的关税。公司只存在了9年。1674年，授权被取消。